# Liberias herrlandslag i volleyboll
Liberias herrlandslag i volleyboll representerar Liberia i volleyboll på herrsidan. Laget deltog vid allafrikanska spelen 1965, där de åkte ur i gruppspelet.

### Fotnoter
1. ↑  ”African Games 1965” (på engelska). Volleybox. https://volleybox.net/men-african-games-1965-o6299. Läst 1 november 2023.
2. ↑  ”Men Volleyball I All Africa Games 1965 Brazzaville (CGO) 16-24.07” (på engelska). Todor66. http://www.todor66.com/volleyball/Africa/Men_AAG_1965.html. Läst 27 november 2023.